# Hopton Heath
Hopton Heath – osada w Anglii, w hrabstwie Shropshire. Leży 37 km na południe od miasta Shrewsbury i 215 km na północny zachód od Londynu.